# Placidus Wolter

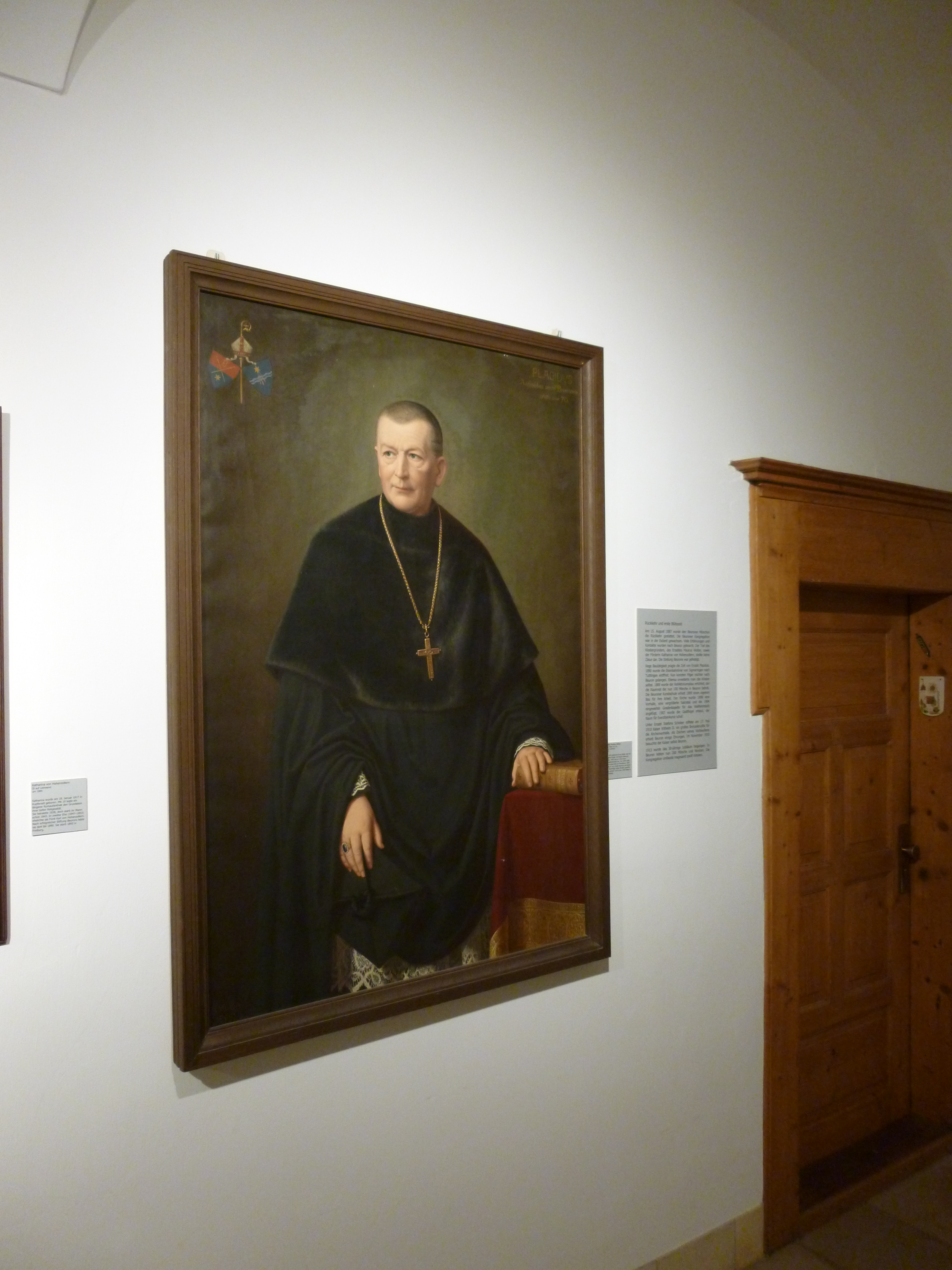
Erzabt Placidus Wolter OSB (Gemälde in der Erzabtei Beuron, um 1900)

Placidus Wolter OSB (* 24. April 1828 in Bonn als Ernst Wolter; † 13. September 1908 in Beuron) war Benediktiner, erster Abt von Maredsous und zweiter Erzabt von Beuron und der Beuroner Benediktinerkongregation. Er ist einer der Wiederbegründer des benediktinischen Mönchtums in Deutschland im 19. Jahrhundert.

## Leben und Wirken
Ernst Wolter war der Sohn der Brauers Lorenz Wolter. Von dessen zwölf Kindern wurden sechs Priester bzw. Ordensschwestern. Nach Aufnahme des Studiums der Theologie und Philosophie an der Bonner Universität 1846 empfing Ernst Wolter im Jahr 1851 in Köln die Priesterweihe. Danach war er an verschiedenen Stellen als Lehrer und Seelsorger tätig, zuletzt 1854 an der Domschule Aachen. 1855 trat er in die römische Benediktinerabtei St. Paul vor den Mauern ein, wo er den Ordensnamen Placidus erhielt und 1856 die Profess ablegte. Mit dem Segen Papst Pius IX. und seines Abtes wurde er zusammen mit seinem Bruder Maurus Wolter zur Wiederbelebung benediktinischen Lebens ins außerbayerische Deutschland entsandt. Nach einem Versuch in Materborn bei Kleve bezogen die Brüder Wolter ab 1862 das aufgelassene Augustiner Chorherrenstift Beuron im Donautal. Pater Placidus wirkte hier 1863 als Organisator beim Ausbau des Priorates Beuron, danach 1869 als Prior in Arnstein, wurde 1874 erster Prior in Maredsous (Belgien) und 1876 zur Aushilfe nach Erdington (England) geschickt. 1878 ernannte ihn Abt Maurus Wolter zum 1. Abt von Maredsous. Nach seines Bruders Tod wurde Placidus Wolter als Mitbegründer Beurons und dienstältester Abt der Beuroner Kongregation 1890 zum Erzabt von Beuron und damit zum Haupt des Beuroner Klosterverbandes gewählt, dessen weiteren Ausbau er leitete: Er gründete, förderte oder unterstützte die Fundationen von 1888 Mont César (Löwen), 1892 Maria Laach, 1899 Gerleve, 1904 St. Maria bei Kempten, 1906 der Dormitio-Abtei (Jerusalem) sowie von Frauenklöstern: 1893 Maredret (Belgien) und 1904 Eibingen; Zudem unterstützte Erzabt Placidus Wolter die angeschlagenen portugiesischen und brasilianischen Benediktinerklöster. In Beuron veranlasste der Erzabt 1898 den Anbau der Gnadenkapelle und den Ausbau der Theologischen Schule.
Erzabt Placidus konsolidierte das Kloster Beuron und die Kongregation. Er „war nicht der Visionär wie sein Bruder Maurus, hatte aber eine gute Hand, das Werk weiterzuführen und auszubauen“ (Jakobus Kaffanke).